# Копачівка Друга
Копачі́вка Друга — село в Україні, у Наркевицькій селищній територіальній громаді Хмельницького району Хмельницької області. Розташоване на правому березі Бужка, лівої притоки Південного Бугу. Населення становить 154 особи.

## Населення
Згідно з переписом УРСР 1989 року чисельність наявного населення села становила 233 особи, з яких 107 чоловіків та 126 жінок.
За переписом населення України 2001 року в селі мешкали 154 особи. 100 % населення вказало своєю рідною мовою українську мову.

## З історії
Колишній орган місцевого самоврядування — Пахутинецька сільська рада.

## Галерея

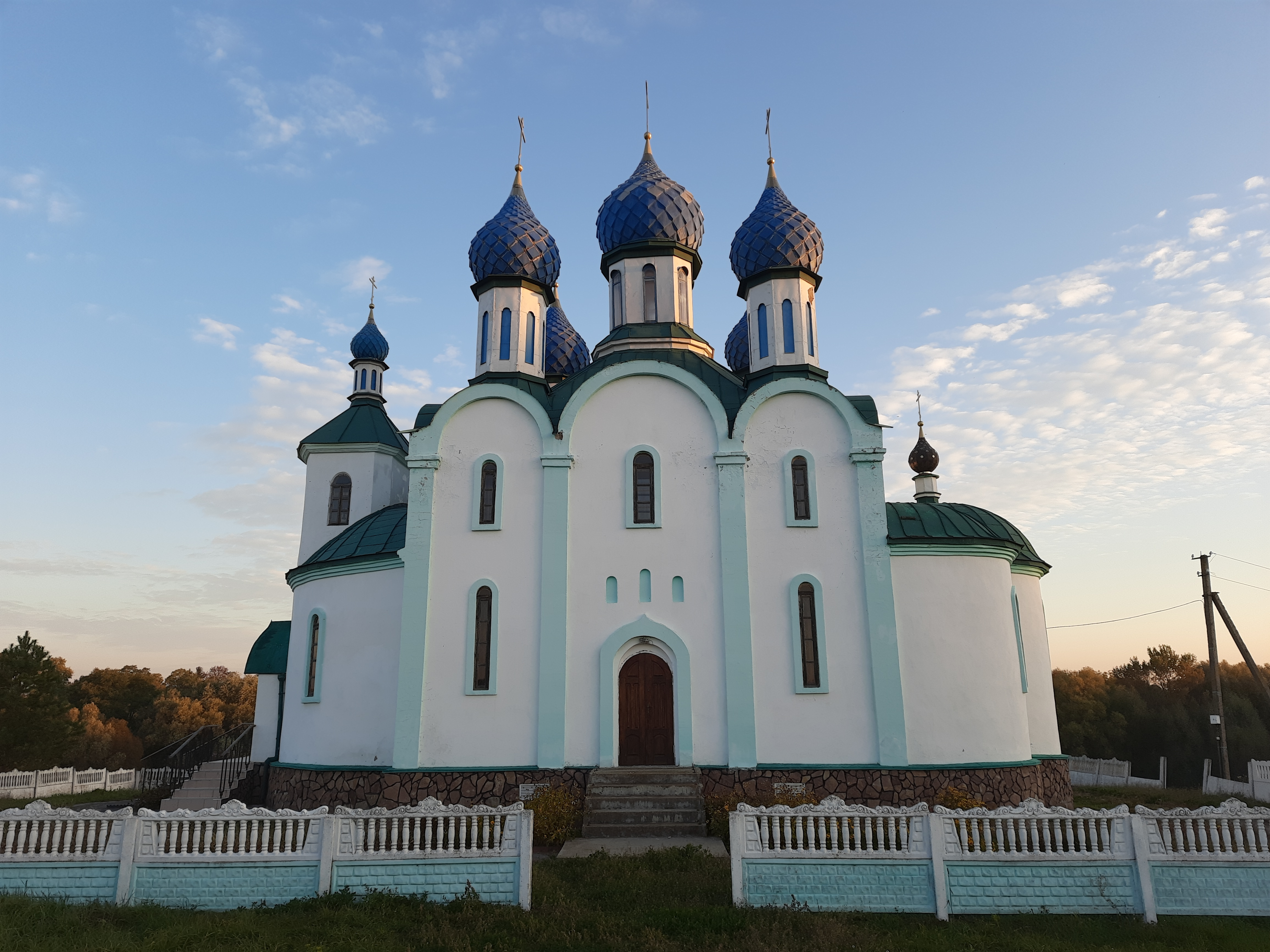
Покровська церква
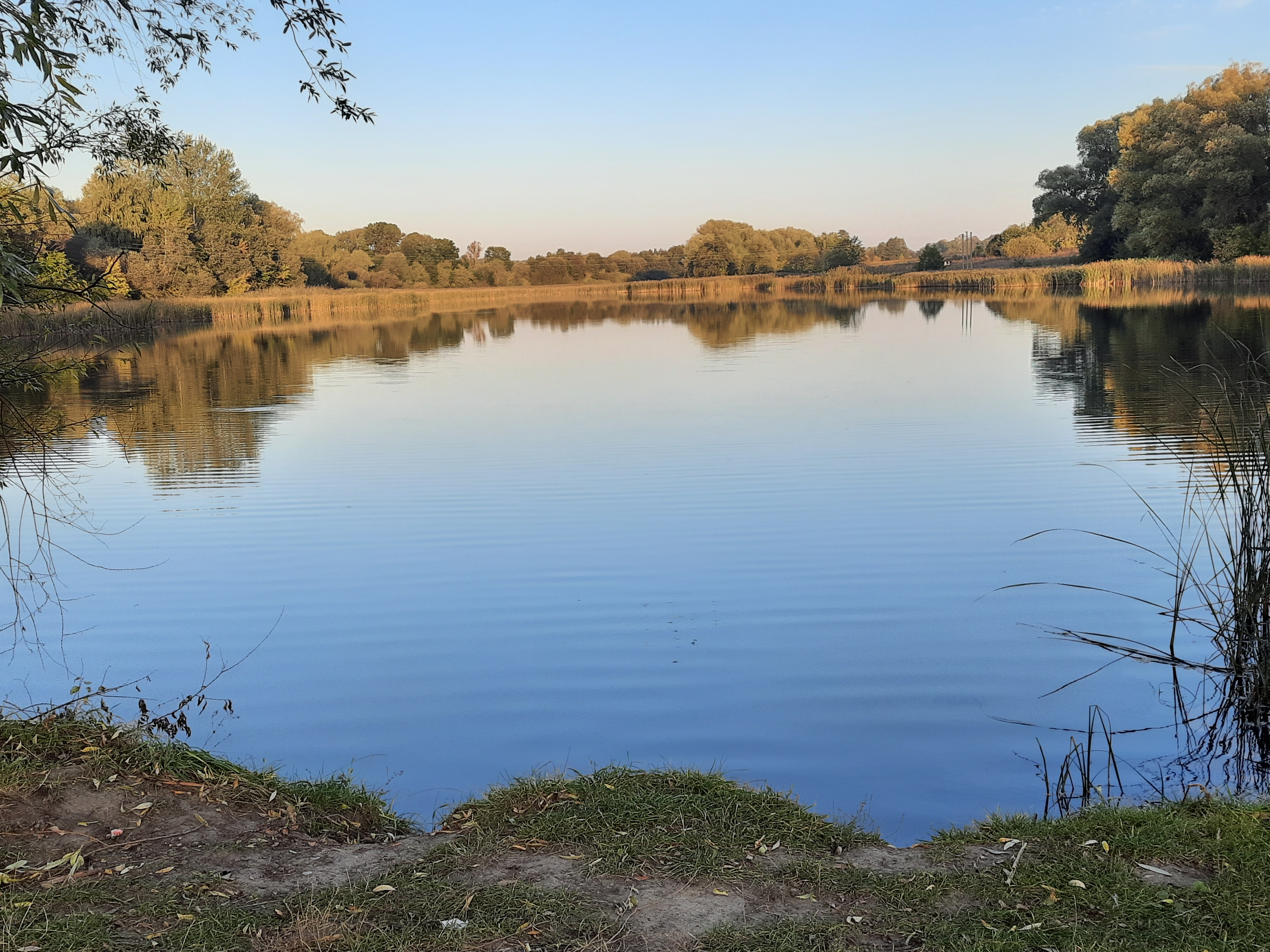
Став біля села